# Zimbo Trio
Lo Zimbo Trio è un gruppo musicale brasiliano attivo dal 1964.

## Storia
Il gruppo musicale si formò a San Paolo, composto dagli strumentisti Amilton Godoy (pianoforte), Luiz Chaves (basso) e Rubens “Rubinho” Barsotti (percussioni), ed è perciò considerato appartenente alla corrente paulista della bossa nova. Ritenuto tra i gruppi che maggiormente influenzarono i musicisti degli anni sessanta per lo stile esecutivo apportato alla musica brasiliana, fece ingresso sulla scena artistica nel 1964 a San Paolo, presso la facoltà di giurisprudenza del Centro Accademico XI Agosto. Qui gli organizzatori riuscirono a far venire da Rio de Janeiro un nutrito gruppo di musicisti: Nara Leão, Jorge Ben, Sérgio Mendes, Marcos Valle, Rosinha de Valença, Os Cariocas, che dividevano la scena con i paulisti Alaíde Costa, Claudette Soares, Walter Wanderley, Paulinho Nogueira. Da Rio veniva anche lo Zimbo Trio che, seppur appena formato, già riscuoteva successo.
Dopo l'esordio nella città d'origine sul palco con Norma Bengell, l'anno seguente si spostò in Perù e in Argentina. Qui fu premiato col Cancioneiro das Américas, e in seguito ricevette un riconoscimento per la presenza nella colonna sonora del film Noite vazia. Nel 1966 si esibì in Portogallo e al Festival di Cannes. Il 1967 fu l'anno che lanciò la formazione nei circuiti televisivi: il trio costituiva la sezione strumentale del programma Fino da bossa, condotto da Elis Regina e da Jair Rodrigues, ed Elizeth Cardoso lo ebbe con lei nella sua trasmissione Bossaudade. L'anno seguente registrò un concerto dal vivo tenuto al Teatro João Caetano di Rio de Janeiro in cui era a fianco della Cardoso, di Jacob de Bandolim e del gruppo Época de Ouro. I musicisti del gruppo furono inoltre gli ambasciatori culturali del loro Paese, e in questa veste girarono le nazioni dell'America centrale e meridionale. Nel 1969 si esibirono come rappresentanti del Brasile a un festival musicale in Argentina. Successivamente suonarono a Washington, New York e Los Angeles.
Sempre con Elizeth Cardoso nel 1972 i tre strumentisti diedero concerti in Spagna e Portogallo, poi accompagnarono Silvia Maria in un festival musicale in Venezuela. L'anno successivo fondarono la scuola di musica “Centro Livre de Aprendizagem Musical” (Clam) che in seguito avrebbe dato origine alle Zimbo Edições Musicais, indirizzate alla produzione di materiale musicale didattico; nel 1974 furono di nuovo a Buenos Aires, protagonisti del Pequeno concerto para o Zimbo Trio, composizione del musicista Ciro Pereira che concepì l’opera con l’accompagnamento della Symphonic Orchestra della capitale argentina.
Nel periodo seguente il gruppo virò verso sonorità jazz. Nel 1985 intervenne al “Free Festival Jazz” e nel 1990 partecipò al programma televisivo Jazz Brasil. Nel frattempo fece una tournée in Giappone, e nel 1999 festeggiò i trentacinque anni di carriera mantenendo la stessa formazione. Dopo due anni, il bassista venne avvicendato con l'ingresso di Itamar Collaço. Con la formazione parzialmente rinnovata, lo Zimbo Trio intervenne al concerto intitolato Bossa nova 50 anos, dividendo il palcoscenico con artisti di primo piano, fra i quali Carlos Lyra, Roberto Menescal, Oscar Castro-Neves, Wanda Sá, Leila Pinheiro, Emilio Santiago, Leny Andrade, Maria Rita, João Donato, Marcos Valle e Patrícia Alvi.
In seguito la composizione del gruppo è andata incontro a ulteriori cambiamenti: ad Amilton Godoy, rimasto il fulcro originario, si sono aggregati Mario Andreotti al contrabbasso e Pércio Sápia alla batteria.
Lo Zimbo Trio ha ricevuto diversi riconoscimenti nel corso della sua lunga carriera: Miglior gruppo strumentale, Trofeo Chico Viola, Troféu Roquette Pinto, Medaglia d'oro dei Diários Associados, Trofeo Euterpe; e fra i tanti altri, il Prêmio da Música Brasileira per il CD Autoral.

## Discografia
- 1965 - O fino do fino - Elis Regina e Zimbo Trio
- 1965 - Zimbo Trio
- 1966 - Zimbo Trio - vol. II
- 1967 - Zimbo Trio - vol. III
- 1968 - Ao Vivo no Teatro João Caetano - vol. I (Elizeth Cardoso, Zimbo Trio, Jacob do Bandolim e Época de Ouro)
- 1968 - Ao Vivo no Teatro João Caetano - vol. II (Elizeth Cardoso, Zimbo Trio, Jacob do Bandolim e Época de Ouro)
- 1968 - É tempo de samba - Zimbo Trio + Cordas
- 1969 - Elizeth e Zimbo Trio balançam na Sucata
- 1969 - Decisão-Zimbo Trio + Metais
- 1969 - Zimbo Trio + Cordas - vol. II
- 1970 - É de Manhã. Elizeth Cardoso e Zimbo Trio
- 1971 - Strings and Brass Plays the Hits
- 1972 - Opus pop - Zimbo Trio e orquestra - Clássicos com bossa
- 1973 - Opus Pop nº 2
- 1974 - FM Stéreo
- 1976 - Zimbo
- 1977 - Inediti del recital tenuto il 19 febbraio 1968 al Teatro João Caetano (Elizeth Cardoso, Jacob do Bandolim, Zimbo Trio e Época de Ouro)
- 1978 - Zimbo
- 1979 - Zimbo convida Sonny Stitt
- 1982 - Zimbo convida
- 1982 - Zimbo Convida Sebastião Tapajós
- 1983 - Trocando em Miúdos a Tristeza do Jeca
- 1986 - Zimbo Trio interpreta Milton Nascimento
- 1989 - Zimbo Trio e as Crianças
- 1992 - Clã do Clam
- 1993 - Aquarela do Brasil
- 1993 - Instrumental no CCBB - Canhoto da Paraíba e Zimbo Trio
- 1994 - Tartaruga (Giappone)
- 1994 - Entre Amigos/Claudya & Zimbo Trio
- 1994 - Elizeth Cardoso, Jacob do Bandolim, Zimbo Trio e Época de Ouro - Ao vivo al Teatro João Caetano
- 1995 - Caminhos cruzados - Zimbo Trio interpreta Tom Jobim
- 1996 - Brasil Musical - Série Música Viva - Zimbo Trio e Maurício Einhorn
- 1997 - Zimbo Trio
- 1999 - 35 anos
- 2001 - A música brasileira deste século por seus autores e intérpretes - Zimbo Trio[6]